# Henry Davison
Pour les articles homonymes, voir Davison.
Henry Pomeroy Davison, (12 juin 1867 à Troy (Pennsylvanie, États-Unis), 6 mai 1922 à Locust Valley, État de New York, États-Unis) est un banquier et fondateur de la Ligue des Sociétés de la Croix-Rouge.

## Biographie
Fils de Henrietta et George B. Davison, Henry Davison est l'ainé de leurs quatre enfants. Sa mère est décédée alors qu'il avait huit ans. Il mena une carrière de banquier, commençant comme messager et devenant, à 32 ans, le Président de la Liberty National Bank.
Il fut nommé président du Conseil de Guerre de la Croix-Rouge américaine en 1917. Il fut l'instigateur d'une campagne qui rapporta 4 millions de dollars, ce qui permit d'envoyer des équipes de la Croix-Rouge sur les différents fronts.
À la fin de la première guerre mondiale, il proposa de regrouper les Sociétés nationales de la Croix-Rouge en une fédération. Sa proposition fut acceptée, d'abord par la Société de la Croix-Rouge américaine, puis par les Sociétés nationales de Croix-Rouge britannique, française, italienne et japonaise. 
Aussi, une conférence médicale internationale, tenue à Cannes à l'initiative de Davison, déboucha sur la naissance de la Ligue des Sociétés de la Croix-Rouge en 1919, rebaptisée en octobre 1983 "Ligue des Sociétés de la Croix-Rouge et du Croissant-Rouge", puis, en novembre 1991, "Fédération internationale des Sociétés de la Croix-Rouge et du Croissant-Rouge". Il fut le premier Président de la Ligue.
Il contribua à la fondation de la Bankers Trust Company. En 1909 il devint l'un des administrateurs de JP Morgan & Company et en 1910 il participa à la réunion secrète de Jekyll Island, en Géorgie qui aboutit à la création de la Réserve Fédérale.